# ボビー・ルード
ボビー・ルード（Bobby Roode、1976年5月11日 - ）は、カナダのプロレスラー。オンタリオ州ピーターボロ出身。

## 来歴

### キャリア初期
オンタリオ州出身のショーン・モーリーとショーン・シーエルの元でトレーニングを開始。1998年、 "トータル" リー・アンソムのリングネームでプロレスラーデビューを果たし、ピート・ロックと対戦。カナダのインディー団体を転戦し、プエルトリコのWWCにも参戦している。また、TNAと契約するまでの2004年にはWWFのダークマッチにも登場していた。

### TNA
2004年、カナダのインディー団体のボーダー・シティ・レスリング（Border City Wrestling）のオーナーであるスコット・ダモールに紹介されTNAに登場。チーム・カナダの一員として活動を開始するようになり、チーム・カナダが3LK（BGジェイムス、ロン・キリングス、コナン）やアメリカズ・モスト・ウォンテッドと抗争を開始するとチームの用心棒を引き受けるようになった。2005年に入るとダスティ・ローデスやランス・ホイット、ザ・ナチュラルズ（チェイス・スティーブンス&アンディ・ダグラス）と抗争をしていた。チーム・カナダの動向に合わせ活動を続け、解散するまで在籍し続けていた。
チーム・カナダ解散後に一時的にカズとの抗争、終了後にトレイシー・ブルックスと抗争をしていた。
2008年6月に元アメリカズ・モスト・ウォンテッドの ジェームズ・ストームとのタッグであるビア・マネー・インク（Beer Money Inc）を結成、8月にヘルナンデスとホミサイドのラテン・アメリカン・エックスチェンジの持つTNA世界タッグチーム王座に挑戦し、試合に勝利してタイトルを初戴冠している。タイトル獲得後はクリス・セイビンとアレックス・シェリーのモーターシティ・マシンガンズを相手に防衛を成功するが、コンシクエンス・クリードとジェイ・リーサルとの防衛戦でタイトルを落としてしまう。2009年のGenesisで王者組に マット・モーガンとアビスの巨漢タッグを加えた3wayマッチで王者組を破り再び王座に返り咲き、2度目の戴冠を果たす。しかし、4月のLockdownでチーム3Dと王座を賭けて対戦するもタイトルを落としてしまい、同時にヒールターンしている。7月にSlammiversaryでチーム3Dを破り3度目の王座獲得。
2010年7月にフォーチュンに加入している。2011年1月に入るとモーターシティ・マシンガンズを破り4度目のタイトル獲得を果たした。10月にジェームス・ストームの持つTNA世界ヘビー級王座に挑戦、ルードが勝利し世界ヘビー級王座を初戴冠した。このことがきっかけでビア・マネーは解散する。その後防衛を続けるが、翌年の7月にオースチン・エイリースにタイトルを奪われてしまっている。
2013年1月にエイリースと組み、チャボ・ゲレロ・ジュニアとヘルナンデスのタッグが持つ世界タッグ王座に挑戦し、再び王者組に返り咲いている。ルードとして5回目の王座獲得となった。しかし、4月に元王者組に敗れ王座を手放している。2014年にWRESTLE-1の興行に参加するために来日、船木誠勝と対戦している。

### WWE

#### NXT
2016年6月10日、イングランド・レスターシャーで行われたDownload Festival 2016に参加したWWEの傘下団体であるNXTのNXT Liveに参戦。アンジェロ・ドーキンスと対戦して勝利した。8月20日、NXT TakeOver Brooklyn IIにてアンドラーデ・アルマスと対戦。終盤にアンドラーデのハンマーロックDDTを耐えるとダブル・R・スパインバスターから新技であるグロリアスボムを決めて勝利した。10月12日、NXTのダスティ・ローデス・タッグトーナメント・クラシックにて同郷のカナダ出身であるタイ・デリンジャーと組んで出場。サニティー（アレクサンダー・ウルフ & ソーヤー・フルトン）と対戦。試合を開始して早々にデリンジャーが一方的に攻め立てられると敵前逃亡。デリンジャーはそのまま合体技を決められ敗戦。この一戦からデリンジャーとの因縁が生まれる。11月19日、Takeover Torontoにてタイ・デリンジャーと対戦。序盤こそペースを握られるが場外での攻防から逆転すると終盤には両者大技の出し合いとなり、最後にグロリアスDDTを決めて勝利した。
2017年1月28日、Takeover San AntonioにてNXT王座を保持する中邑真輔に挑戦。終盤にキンシャサを喰らうがその際に中邑が右脚を痛め、その隙を突いてグロリアスDDTを決めるが返されてしまい試合を中断。再開するとリバース・ハーフ・ボストンクラブを極めるが切り返され三角絞めで極められる。しかし、脱出してグロリアスDDTを決めて勝利。ベルトを奪取した。

#### WWE
2017年8月22日、WWEに昇格。SmackDown Liveにてエイデン・イングリッシュと対戦。観客からの "Bobby Roode" チャントを受けて試合を優位に進め、終盤にはイングリッシュのザッツ・ア・ラップを避けるとスパイン・バスターからグロリアスDDTを決めて勝利した。12月26日、空位となったWWE US王座を巡りトーナメントを開催する事を発表。当日、1回戦でバロン・コービンと対戦。終盤にセカンドロープから攻撃を仕掛けるも捕まるが、切り返して丸め込み勝利。
2018年1月16日、WWE US王座争奪トーナメント準決勝でモジョ・ローリーと対戦。スパインバスターからグロリアスDDTへと繋げて勝利。決勝進出が決定するも試合後に同じく決勝で対戦するジンダー・マハルのマネージャーであるシン・ブラザーズ（サミル・シン & スニル・シン）から襲撃を受ける。これに対して同月23日に行われるはずだった決勝戦を同日に行う事を提案してGMであるダニエル・ブライアンに許諾される。同日、決勝でジンダー・マハルと対戦。シン・ブラザーズがいないマハルとクリーンファイトを展開し、最後にはマハルのカラスを切り返してグロリアスDDTを敢行して勝利。トーナメント優勝を決めて王座を戴冠した。12月10日、RAWにてチャド・ゲイブルと組んでWWE・ロウ・タッグ王座を保持するAOP（アカム & レーザー & ドレイク・マーベリック）にハンディキャップマッチで挑戦。終盤にレーザーとアカムの合体技を喰らい窮地に陥るがレーザーとタッチしたマーベリックにフォールされたところを切り返して丸め込むと3カウントを奪い勝利。ベルトを奪取した。
2019年4月22日、RAWでリングネームをロバート・ルード (Robert Roode）に変更。

## 得意技

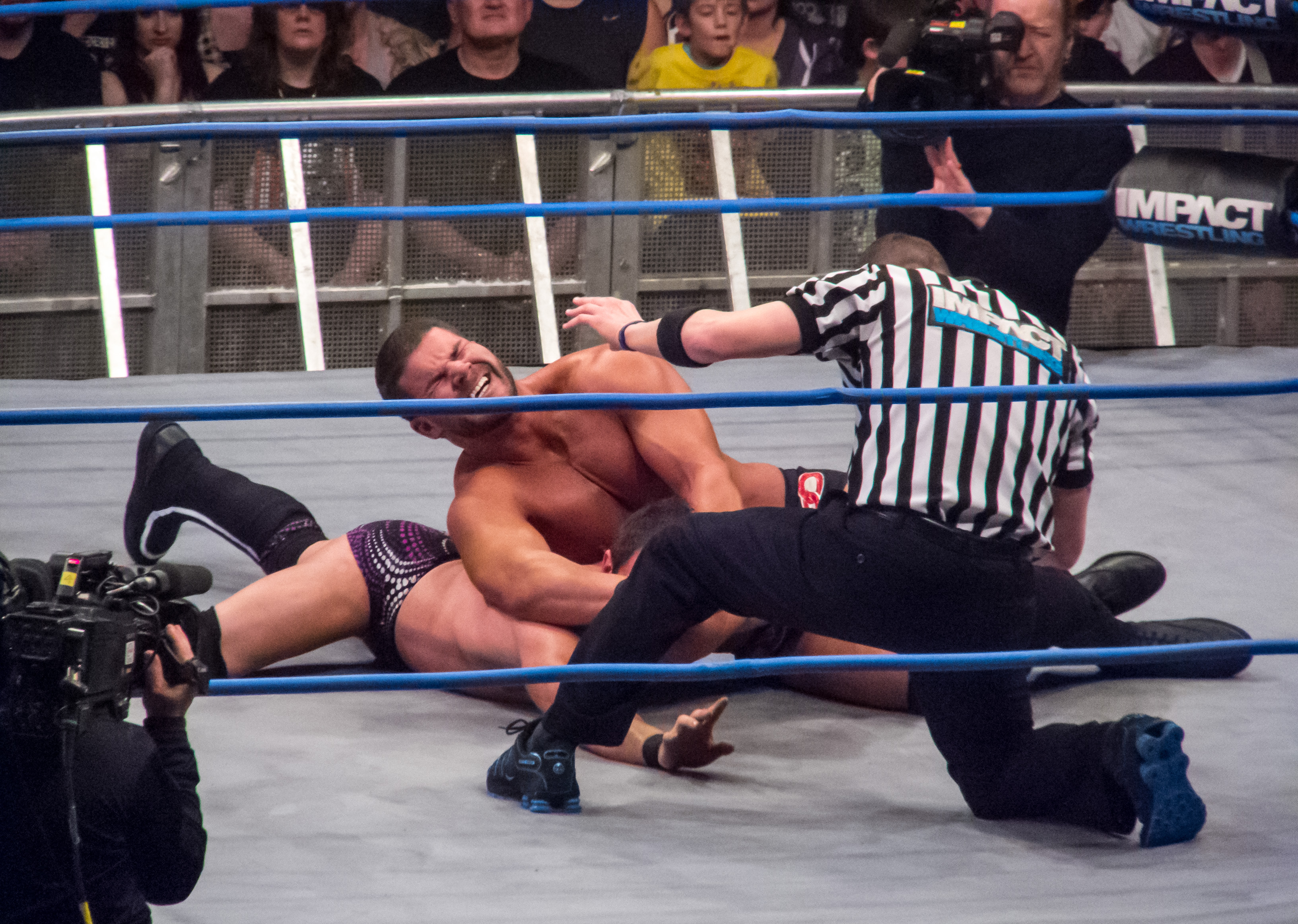
クロスフェイス

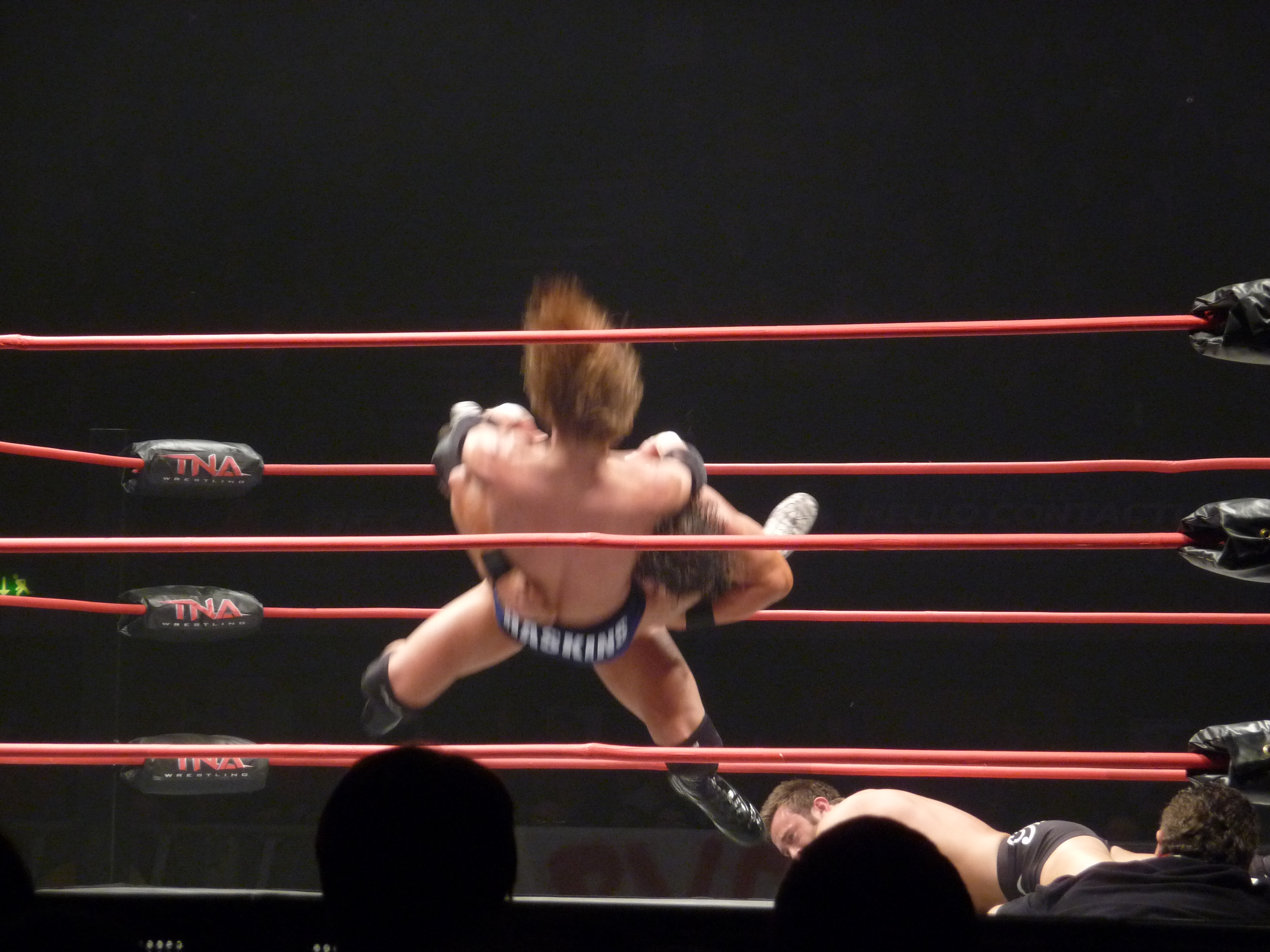
ダブル・R・スパインバスター

### フィニッシュ・ホールド
グロリアスDDT
リフティングDDT
前屈みになった相手の頭をDDTの体勢で左脇に抱え込み、右手で相手のタイツを掴んで相手の体をマットと水平の高さになるまで持ち上げて相手の体を抱えたまま尻餅をつくように倒れ込む。
グロリアスボム
パンプハンドルスラム
クロスフェイス
TNA参戦時代、2011年から使用しているフィニッシャー。
ルード・ボム
ファイヤーマンズキャリーの体勢から相手を担ぎ上げて、担いだ相手の足を跳ね上げるサイドにネックブリーカーの形で叩き付けるファニッシャー。
TNA参戦時代、2013年後半から使い始めたフィニッシャー。
ペイオフ
フィッシャーマンズ・スープレックス
TNA参戦時代、2007年～2011年のフィニッシャー。使い始めた2006年だけはリバースDDTの体勢から体を180゜錐揉み回転した勢いでマットに叩きつけるネックブリーカーを使用していた。
脇固め
TNA参戦時代、2011年だけ使用していたフィニッシャー。

### 打撃技
エルボー
エルボー・スタンプ
バック・ハンド・チョップ
ナックルパンチ
ヘッドロック・パンチ
ヘッドバット
クローズライン
ノーザン・ラリアット
相手の後頭部へ助走をつけてのラリアット
エルボー・ドロップ
ニー・ドロップ
ダイビング・ニー・ドロップ

### 投げ技
スープレックス
スーパープレックス
ジャーマンスープレックス
裏投げ
バック・スタバー
変形バックブリーカー。相手の背中に両膝を押し当ててから後ろに倒れこむことによって背中に衝撃を与える技。
ダイビング・ブロックバスター
ルード・アウェイキング
ハングマンズ式ネックブリーカー
ダブル・A・スパインバスター
旋回式スパインバスター
体を横に半回転しつつスパイン・バスターを繰り出す。またこの技を使うと「ダブルAばりのスパイン・バスター!」という表現が使われる。
旋回式バックドロップ

### 関節技
ボストンクラブ
ハーフボストンクラブ
フィギュア・フォー・レッグロック
シャープシューター

## 獲得タイトル
WWE
- WWEロウタッグ王座 : 2回

w / チャド・ゲイブル
w / ドルフ・ジグラー

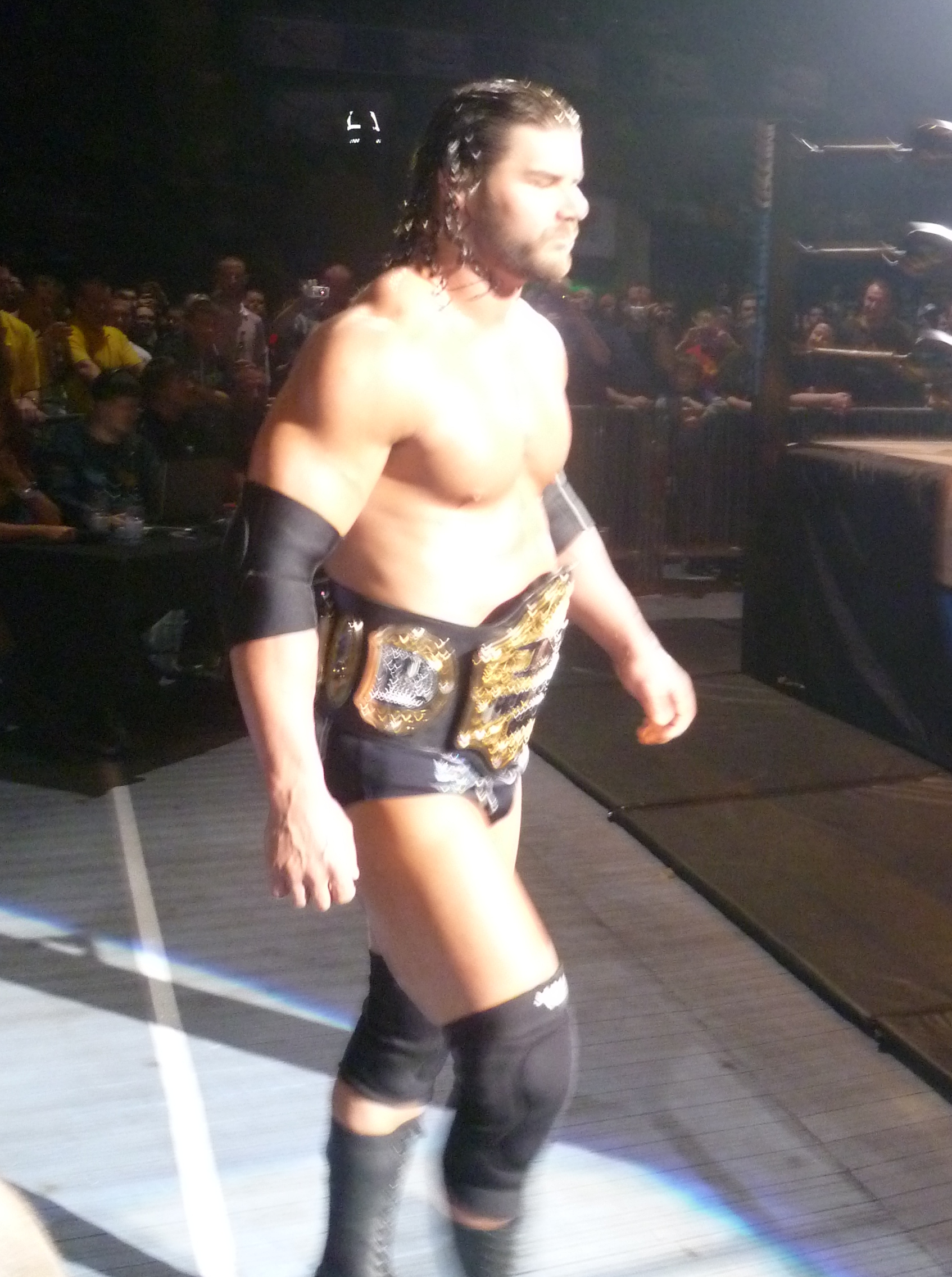
TNA世界ヘビー級王座

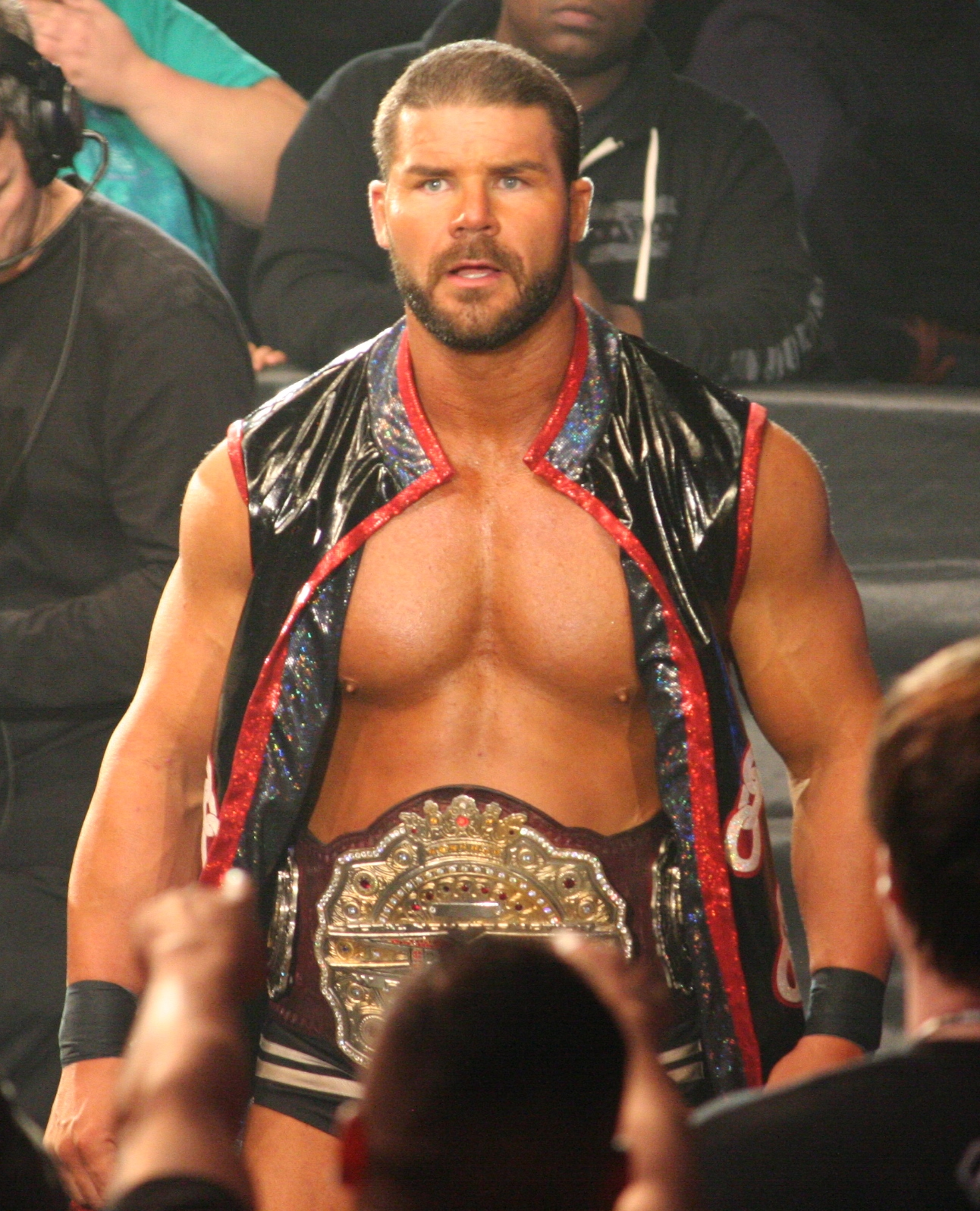
TNAキング・オブ・ザ・マウンテン王座

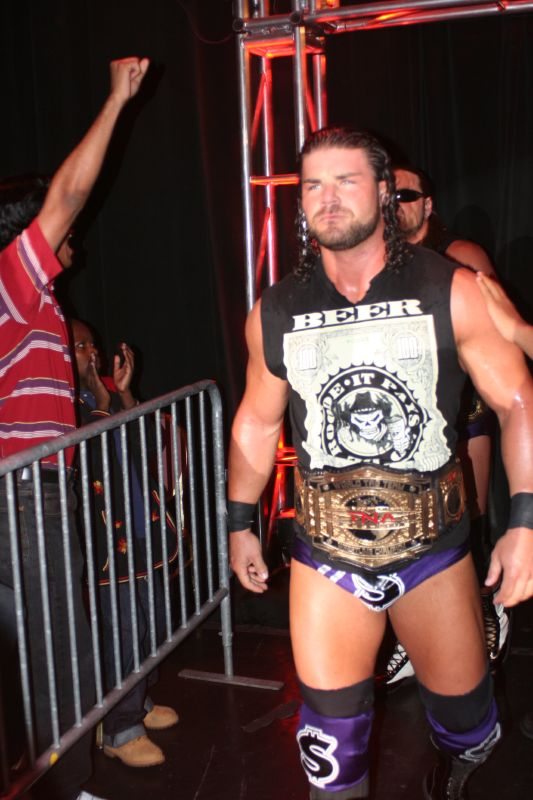
TNA世界タッグ王座

- WWEスマックダウン・タッグ王者チーム : 1回 : w / ドルフ・ジグラー

- WWE US王座 : 1回
- WWE24/7王座 : 1回
- NXT王座 : 1回

TNA
- TNA世界ヘビー級王座 : 2回
- TNA世界タッグ王座 : 6回

w / ジェームズ・ストーム : 5回
オースチン・エリーズ : 1回
- NWA世界タッグ王座 : 2回

w / エリック・ヤング
- TNAキング・オブ・ザ・マウンテン王座 : 1回

ACPW (All–Canadian Pro Wrestling)
- ACPWヘビー級王座 : 1回

ACW (Atlantic Coast Wrestling）
- ACWインターコンチネンタルヘビー級王座 : 1回

BCW (Border City Wrestling)
- BCW Can-Amヘビー級王座 : 1回
- BCW Can-Amタッグ王座 : 1回

w /ピーティー・ウィリアムズ
NWA Shockwave
- NWAサイバースペース・ヘビー級王座 : 1回
- NWAショックウェーブ・インターネット王座: 1回

PTW (Prime Time Wrestling)
- PTWヘビー級王座 : 1回

RAW (Real Action Wrestling)
- RAWヘビー級王座 : 4回

TWE (Twin Wrestling Entertainment)
- TWEヘビー級王座 : 1回

UWA (Universal Wrestling Alliance)
- UWAヘビー級王座 : 2回

## 入場曲
- Oh, Canada
- No More Fears
- Take a Fall
- Fortune 4
- Off the Chain
- Off the Chain (Insrumental)
- Dirty Heels Theme
- Chemical Mind
- Glorious Domination - 現在使用中
- We're Here To Show The World - 現在使用中